# 荣秀丽
荣秀丽（1963年—），女，河南新乡人，天宇朗通公司总裁。
1979年就读湖南大学机械与汽车工程学院内燃机专业，毕业后分配至洛阳拖拉机研究所。1993年获中欧国际工商学院MBA学位。1995年与倪刚（后成为其夫）合伙成立百利丰公司，经营手机分销业务。2002年成立天宇朗通公司，2003年与联发科合作，生产天语手机。2006年该公司取得手机生产牌照，并跃居国产手机第一名。